# Malthinus frontalis
Malthinus frontalis (лат.) — вид жуков-мягкотелок. Длина взрослых насекомых (имаго) 3,5—4,5 мм. Тело чёрное. Основание усиков, передние и средние бёдра и передние голени, у самцов также наличник жёлто-рыжие. Задние бёдра бурые. На вершине надкрылий нет пятен.